# 葉德輝
葉德輝（1864年—1927年4月11日），字煥彬，一字漁水，號郋園，一號直山，自署朱亭山民、麗廔主人。:48因出過天花又稱葉麻子。湖南湘潭人，籍貫江蘇吳縣（今蘇州市）。:48為清末至中華民國初期的著名学者，也是近代史上著名的守舊派——“翼教派”的領袖。

## 生平
葉德輝的父親叶雨村於太平天國時從江蘇吳縣遷居湖南長沙經商，為了應考科舉，葉家捐銀200兩取得湘潭縣籍。葉家世居於坡子街，具有很大的影響力。據《申報》在1913年報導，坡子街為葉氏父子營業的地方，葉父任本街團總。父歿，族人推舉葉德輝接替，並任全城商團團長。
葉德輝八歲入學，學習《四書》、《說文解字》、《資治通鑑》等古學。十七歲就讀岳麓書院，光緒十一年（1885年）中舉人，光緒十八年（1892年）中進士，同年五月，以主事分部学习，授吏部主事，但他到任不久，便以乞養為名，要求開缺回籍，從此不再任官。葉德輝曾與他的太老師王先謙一起反對維新變法，贊成復辟君主制。1915年8月，當籌安會發起討論改變國體，葉德輝即在湖南長沙組織籌安會分會，鼓吹恢復帝制。
1927年4月11日，湖南農工商學各界團體在長沙召開「農民協會公審大會」，以「封建餘孽、豪紳領袖」的罪名，將葉在瀏城橋門外的識字嶺槍決。然根據最新研究認為，葉德輝是由受共产党控制的國民黨湖南省黨部授權成立特別法庭判處死刑的。其子葉尚農寫給日人松崎柔甫的信（刊橋川時雄編「文字同盟」第5號）道出其父死因：
今將先父遇難被害各情節，涕泣陳之。先父於夏曆三月初七日晚六時，被農工界在家捕去，送押長沙縣署內。當即遍懇有力各要人，出為救援，均歸無效。初十日，由長沙縣轉送特別法庭，於下午三時提訊一次，所犯刑律，帝制嫌疑。四時，送往瀏陽門外識字嶺槍決。身受兩槍，一中頭部，一中心部，遂遭慘死。嗚呼，痛哉！是日，全家大小，恐被逮捕，均皆逃避，妻離子散，惶懼萬分。家中所有藏書，以及金石字畫、古銅遺稿、應用金銀珠玉、衣服器具等要件，均被彼等搶劫一空。家中僅存少數書籍、碑帖、書版，充為中山圖書館所有。現懇友人疏通，故未搬移他處。住宅充為館址，並設辦事處，管理有人，聞有散失。家藏宋元及善本書籍，計存無幾。現事仍未解嚴，棘人閤家大小，男女人丁，至今隱逸，逃往四方，仍未團聚。霎時家敗人亡，不知所犯何律。先嚴近撰《觀古堂藏書記》、年譜、詩稿、經學各書，均被沒充。刻在托友說項，不知能否發還。棘人遭此大故，現在流離失所，寢饋難安，神情恍怫，如若顛狂，一切苦衷，罄竹莫宣。知我如兄，其將何以教之，而將何以救之耶！棘人葉尚農泣血頓首夏曆七月十四日。

## 成就與評價
- 葉德輝精於版本目錄學、喜藏書、編書，以刻書聞名，他的名言是「老婆不借、書不借」，他在書裡都放春宮畫，據說可以避祝融，以防火災。曾編纂了《觀古堂書目叢刻》、《書林清話》、《古今夏時表》，並校刊《元朝秘史》，《書林清話》算是中國第一部真正有系統的書籍史，用筆記體寫成，敘述唐宋以來刻板、活板、套色各種印刷方法。梁啟超曾評價《書林清話》「論刻書源流及掌故甚好。」

- 史學家謝國楨在《叢書刊刻源流考》一文評價：「葉氏為湖南土豪，出入公門，魚肉鄉里，……論其人實無可取，然精於目錄之學，能於正經正史之外，別具獨裁，旁取史料，開後人治學之門徑。」

- 毛泽东在中共八届十二中全会闭幕会(1968年10月)上，就德辉之死，说道：“这个保孔夫子、反对康有为的，此人叫葉德輝。后头顾孟馀问我，有这件事吗？我说有这件事，但是情况我不大清楚，因为我不在湖南。对于这种大知识分子不宜于杀。那个时候把叶德辉杀掉，我看是不那么妥当。”[9]

## 相關人物
- 鹽谷溫
- 松崎鶴雄
- 杨树达

## 著作
- 《雙梅影闇叢書》

### 引用
1. 1 2  龙剑宇. . . 重庆市: 西南师范大学出版社. 1998-10-01. ISBN 7-5621-2044-7.
2. ↑  叶德辉与日本学者的交往及其日本想像 （页面存档备份，存于），搜狐，2019-01-22
3. ↑  《大清德宗同天崇运大中至正经文纬武仁孝睿智端俭宽勤景皇帝实录》（卷三百十一）：光绪十八年。壬辰。五月。戊午朔。……○引见新科进士。……李希圣、陈锡瓒、黄尔沤、刘恩黻、何藻翔、章士荃、寇宗俊、程利川、伏衍羲、吕存德、谢甘盘、吴钫、曹广桢、曾习经、周汝钧、刘显曾、江逢辰、蔡镇藩、袁宝璜、叶德辉、王汝汉、张祖厚、饶轸、唐文治、陈毓錱、贵诚、桂森、存庆、文龙、沈宝琛、赵兰田、陈应辰、杨洪勋、丁福甲、恩丰、李振申、周凤翔、恩龄、黄允中、李宗膺、饶宝书、冯舜生、赵协莘、孙乐嘉、钱锡舜、汪忠杰、陈凤藻、陈钜前、张炳文、钟为桢、汪时琛、邓廷佐、李慎侯、吴思让、陈乃赓、张联骏、焦志贤、陈福荫、孟广模、溥岳、陈雨浓、杨楷、吕森、胡寿荣、徐德溉、屠尔敏、汪庆生、吕曾、夏时济、蒋廷黻、李兰馨、孙培元、左崇典、张镇芳、高逢源、陈棣堂、叶浚、李时灿、牛瑗、李心地、禄德、裘鸿勋、葛文模、和庚吉、杨敬远、孙尚仁、黄士俊、俱著以主事分部学习。
4. ↑  . 申報 (上海). 1915-08-28. ……頃得湘省消息，湖南紳士葉德輝、王先謙等聞楊度等組織籌安會，已約集同志，組織籌安會分會事務所於省垣，以討論廢棄共和，擁立君主之大計…………茲錄其致北京電如下：……貴會發起討論國體，此舉實爲根本久安大計……德輝等特集合同志，在湖南組織分會……葉德輝、楊樹穀、黃藻奇、左學謙、曹惠、繆孔昭、勞鼎勳、黃瑛等同叩
5. ↑  署名同意判决叶德辉死刑特别法庭之委员，为吴鸿骞、冯天柱、谢觉斋(即谢觉哉)、戴述人和易礼容。其中，吴鸿骞（国民党员）时任湖南省高等检察厅厅长；冯天柱（国民党员）时任湖南省高级军法官；戴述人（中共党员）、谢觉斋（中共党员）都是当时的国民党湖南省党部监察委员；易礼容（中共党员）则是湖南农协负责人。
6. ↑  葉德輝事實上是因為罵農民協會的一幅對聯被處死的。柳直荀《馬日事變的回憶》：「葉德輝對聯是「農運久長，稻梁菽麥黍稷，一班雜種；會場廣大，馬牛羊雞犬豬，都是畜生。」（王健民：《中國共產黨史稿》第447頁）
7. ↑  许克祥在其回忆文章里说，叶的对联是在行刑之前写的，“葉是全國有名的文人，當行刑之前，葉對看管他的共幹說：「我有對聯一副，送給你們：『農運宏開，稻粱菽麥黍稷，一般雜種；會場擴大，馬牛羊鷄犬豕，六畜成群。』”（许克祥《马日事变长沙剷共始末 （页面存档备份，存于）》）
8. ↑  以前給葉家挑糞的都是從後門出入，1927年，北伐革命軍佔領長沙，糞夫沒跟葉打招呼就改由前門出入。葉德輝認為這毀壞了他的風水，抓住糞夫一頓拳打腳踢。糞夫跑到隔壁農民協會控告。農會前去調解，但葉德輝不予理會。於是農會就把這個事情移交到了特別法院。法院判決葉德輝出養傷費三四千元給糞夫。葉德輝不僅拒不賠錢，還作了一副對聯給農會：農運宏開，稻粱菽，麥黍稷，盡皆雜種；會場廣闊，馬牛羊，雞犬豕，都是畜生。橫批是：斌尖卡傀。這下把農會特別法院徹底惹火了，以葉「前清時即仇視革新派」等五條罪名判處其死刑。（長沙人葉德輝的是非一生 的存檔，存档日期2006-08-05.）
9. ↑  百科知识库·《叶德辉之死真相:毛泽东曾说杀他不妥当 》的存檔，存档日期2016-03-05.

### 书籍
- 杜邁之、張承宗，《葉德輝評傳》。